# Marco Sangalli
Marco Sangalli Fuentes (San Sebastián, Guipúzcoa, 7 de febrero de 1992) es un futbolista español. Juega en el Real Racing Club de Santander de la Segunda División de España.

## Biografía
Marco Sangalli nació en la ciudad de San Sebastián en 1992. Su padre es italiano, por lo que posee también esa otra nacionalidad. Tiene un hermano menor, Luca Sangalli, que pertenece al Málaga CF.
Fue integrado desde muy joven en las categorías inferiores de la Real Sociedad de Fútbol, siendo ya jugador de la Real Sociedad en categoría alevín.
De cara a la temporada 2011-12 fue promocionado a la Real Sociedad B, con la que debutó en el fútbol sénior, jugando en la Segunda División B de España. Sangalli jugó la mitad de los encuentros como titular en su temporada de debut y marcó 3 goles. El filial donostiarra, dirigido por Meho Kodro, obtuvo la permanencia. En su segundo temporada en el filial, su participación en el equipo aumentó, siendo uno de los jugadores fundamentales de la plantilla del "Sanse" que volvió a obtener la permanencia.
Durante la pretemporada 2013-14, Sangalli fue incluido en la lista inicial de jugadores del Sanse que iban a realizar la pretemporada con la Real Sociedad. El buen papel desempeñado por Sangalli en la pretemporada le valió ser uno de los dos jugadores del filial que acudieron a la gira final de preparación realizado en Inglaterra, en la que jugó varios partidos. El jugador, cuyo contrato con la Real Sociedad finalizaba el 30 de junio de 2014, renovó el 17 de agosto por dos años más, firmando con el equipo donostiarra hasta el 30 de junio de 2016. Este anuncio coincidió con la inclusión de Sangalli por el entrenador realista Jagoba Arrasate en la primera lista de convocados de la temporada, aunque no llegó a saltar al terreno de juego en el primer partido liguero del año.
El 24 de agosto de 2013 Sangalli debutó en partido oficial con la Real Sociedad de Fútbol y en partido de la Primera División española al saltar al terreno de juego del Estadio Manuel Martínez Valero de Elche en sustitución de Haris Seferović y disputar los últimos 13 minutos del Elche CF-Real Sociedad (1:1). Su debut se produjo en el puesto de extremo derecho y portó el dorsal 32. Su debut como titular se produjo un mes más tarde, el 24 de septiembre de 2013, en el Camp Nou y jugando frente al poderoso Fútbol Club Barcelona (4:1). Después de estos encuentros regresó a la disciplina del equipo filial con el que ha disputado el resto de la campaña como titular. En diciembre volvió a jugar con el primer equipo en la primera eliminatoria de Copa del Rey ante el Algeciras CF (1:1) y fue convocado, aunque no llegó a saltar al terreno, en la última jornada de la fase de grupos de la Liga de Campeones.
En verano de 2014 se incorporó al Deportivo Alavés, aunque de cara a la temporada siguiente fichó por el CD Mirandés. En 2017, tras el descenso del club burgalés, firmó por la AD Alcorcón. El 1 de julio de 2019, justo tras finalizar su contrato con el equipo madrileño, el Real Oviedo hace pública su contratación por el equipo de la capital del Principado.
El 24 de enero de 2023, tras rescindir su contrato con el Real Oviedo, firma por temporada y media por el Real Racing Club de Santander de la Segunda división española.

## Clubes y estadísticas
Actualizado al último partido disputado el 12 de junio de 2025.
| Club                         | Liga          | Temporada     | Liga  | Liga  | Liga   | Copas nacionales | Copas nacionales | Copas nacionales | Copas internacionales | Copas internacionales | Copas internacionales | Total | Total | Total  |
| Club                         | Liga          | Temporada     | Part. | Goles | Asist. | Part.            | Goles            | Asist.           | Part.                 | Goles                 | Asist.                | Part. | Goles | Asist. |
| ---------------------------- | ------------- | ------------- | ----- | ----- | ------ | ---------------- | ---------------- | ---------------- | --------------------- | --------------------- | --------------------- | ----- | ----- | ------ |
| Real Sociedad "B" · España   | 2.ª B         | 2011-12       | 24    | 3     | 0      | ―                | ―                | ―                | ―                     | ―                     | ―                     | 24    | 3     | 0      |
| Real Sociedad "B" · España   | 2.ª B         | 2012-13       | 33    | 1     | 3      | ―                | ―                | ―                | ―                     | ―                     | ―                     | 33    | 1     | 3      |
| Real Sociedad "B" · España   | 2.ª B         | 2013-14       | 34    | 2     | 8      | ―                | ―                | ―                | ―                     | ―                     | ―                     | 34    | 2     | 8      |
| Real Sociedad "B" · España   | Total club    | Total club    | 91    | 6     | 11     | 0                | 0                | 0                | 0                     | 0                     | 0                     | 91    | 6     | 3      |
| Real Sociedad · España       | 1.ª           | 2013-14       | 2     | 0     | 0      | 1                | 0                | 0                | ―                     | ―                     | ―                     | 3     | 0     | 0      |
| Real Sociedad · España       | Total club    | Total club    | 2     | 0     | 0      | 1                | 0                | 0                | 0                     | 0                     | 0                     | 3     | 0     | 0      |
| Deportivo Alavés · España    | 2.ª           | 2014-15       | 36    | 0     | 3      | 3                | 1                | 1                | ―                     | ―                     | ―                     | 39    | 1     | 4      |
| Deportivo Alavés · España    | Total club    | Total club    | 36    | 0     | 3      | 3                | 1                | 1                | 0                     | 0                     | 0                     | 39    | 1     | 4      |
| C. D. Mirandés · España      | 2.ª           | 2015-16       | 36    | 6     | 3      | 7                | 0                | 3                | ―                     | ―                     | ―                     | 43    | 6     | 6      |
| C. D. Mirandés · España      | 2.ª           | 2016-17       | 39    | 2     | 3      | 1                | 1                | 0                | ―                     | ―                     | ―                     | 40    | 3     | 3      |
| C. D. Mirandés · España      | Total club    | Total club    | 75    | 8     | 6      | 8                | 1                | 3                | 0                     | 0                     | 0                     | 83    | 9     | 9      |
| A. D. Alcorcón · España      | 2.ª           | 2017-18       | 28    | 1     | 3      | 1                | 0                | 0                | ―                     | ―                     | ―                     | 29    | 1     | 3      |
| A. D. Alcorcón · España      | 2.ª           | 2018-19       | 36    | 2     | 6      | 1                | 0                | 0                | ―                     | ―                     | ―                     | 37    | 2     | 6      |
| A. D. Alcorcón · España      | Total club    | Total club    | 64    | 3     | 9      | 2                | 0                | 0                | 0                     | 0                     | 0                     | 66    | 3     | 9      |
| Real Oviedo · España         | 2.ª           | 2019-20       | 39    | 5     | 6      | ―                | ―                | ―                | ―                     | ―                     | ―                     | 39    | 5     | 6      |
| Real Oviedo · España         | 2.ª           | 2020-21       | 40    | 5     | 1      | 2                | 0                | 0                | ―                     | ―                     | ―                     | 42    | 5     | 1      |
| Real Oviedo · España         | 2.ª           | 2021-22       | 29    | 0     | 3      | 1                | 0                | 0                | ―                     | ―                     | ―                     | 30    | 0     | 3      |
| Real Oviedo · España         | 2.ª           | 2022-23       | 25    | 0     | 1      | 2                | 1                | 0                | ―                     | ―                     | ―                     | 27    | 1     | 1      |
| Real Oviedo · España         | Total club    | Total club    | 133   | 10    | 11     | 5                | 1                | 0                | 0                     | 0                     | 0                     | 138   | 11    | 11     |
| Racing de Santander · España | 2.ª           | 2023-24       | 36    | 2     | 3      | 1                | 0                | 0                | ―                     | ―                     | ―                     | 37    | 2     | 3      |
| Racing de Santander · España | 2.ª           | 2024-25       | 35    | 4     | 2      | 3                | 0                | 1                | ―                     | ―                     | ―                     | 38    | 4     | 3      |
| Racing de Santander · España | Total club    | Total club    | 71    | 6     | 5      | 4                | 0                | 1                | 0                     | 0                     | 0                     | 75    | 6     | 6      |
| Total carrera                | Total carrera | Total carrera | 472   | 33    | 45     | 23               | 3                | 5                | 0                     | 0                     | 0                     | 495   | 36    | 50     |
| 1. 2.                        |               |               |       |       |        |                  |                  |                  |                       |                       |                       |       |       |        |